# Chavannes-des-Bois
Chavannes-des-Bois is een gemeente en plaats in het Zwitserse kanton Vaud, en maakt deel uit van het district Nyon.
Chavannes-des-Bois telt 392 inwoners.